# Petar Močibob
Petar Močibob (8. lipnja 1951.), hrvatski bivši nogometaš. Igrao na mjestu centarfora.
Poznati centarfor zlatne generacije NK Zagreba s početka sedamdesetih. Karijeru počeo u Zagrebačkim plavima (1968./1969.). Najbolje godine karijere proveo u Zagrebu. Igrač je slavne utakmice kad je došao rekordan broj gledatelja u Maksimir. Tad su izborili plasman u Prvu ligu. Uz utakmicu je ostala jedna misteriozna anegdota, do danas nikad potvrđena. Močibob, špišićevski fakinu sa zagrebačkih ulica, navodno je fotografijom jedne osobe bliske Osijekovom vrataru Esadu Dugaliću uspijevao ga provocirati. Na toj je utakmici postigao oba pogotka, za vodstvo u 30. i za izjednačenje na 2:2 pred kraj utakmice. Vremenom je dolazio u nesloge s trenerom Vlatkom Markovićem jer ga je počeo izostavljati iz momčadi. Poslije Zagreba otišao je Močibob u Vinkovce gdje je u Dinamu 1975./1976. odigrao sezonu i potom u inozemstvu u Antwerpenu 1976./1977. Igrajući u Belgiji zaradio je 300.000 DEM. Novac je prestankom aktivne igračke karijere 1978. uložio u lokal u Zagrebu, jednu izvanredno izvanredno dobro posjećenu kavanu. Nakon četiri godine poslovanja znatni dio dobiti uložio je u galeriju slika u Tkalčevićevoj ulici. Posao je proširio ponudom antikviteta.
2000-ih postao dužnosnik u Dinamu, gdje je bio član Izvršnog odbora.

## Vanjske poveznice
- Pes Miti del Calcio - View topic - Petar MOČIBOB